# Fiennes, Pas-de-Calais

Fiennes este o comună în departamentul Pas-de-Calais, Franța. În 1 ianuarie 2022 avea o populație de 849 de locuitori.